# كوله حمام (المخادر)

تعديل مصدري - تعديل

كوله حمام محلة تابعة لقرية الناصرة، التابعة لعزلة السحول بمديرية المخادر إحدى مديريات محافظة إب في الجمهورية اليمنية، بلغ تعداد سكانها 52 حسب تعداد اليمن لعام 2004.